# Diporiphora lalliae
Diporiphora lalliae — вид ігуаноподібних ящірок родини агамових (Agamidae). Ендемік Австралії.

## Поширення і екологія
Diporiphora lalliae мешкають на півночі Західної Австралії та на півночі Північної Території. Вони живуть в різноманітних природних середовищах, від рідколісь і саван до спінніфексових чагарникових заростей.